# Ompok brevirictus
Ompok brevirictus är en fiskart som beskrevs av Ng och Renny Hadiaty 2009. Ompok brevirictus ingår i släktet Ompok och familjen malfiskar. Inga underarter finns listade i Catalogue of Life.